# 마지막 군단
《마지막 군단》(영어: The Last Legion)은 2007년 공개된 영화로, 발레리오 마시모 만프레디의 2003년 소설 《L'ultima legione》를 원작으로 한다.

## 출연

### 주연
- 콜린 퍼스
- 벤 킹슬리
- 아이쉬와라 라이

### 조연
- 토마스 생스터
- 피터 뮬란
- 케빈 맥키드
- 존 한나
- 이아인 글렌
- 루퍼트 프렌드
- 논소 아노지

## 기타
- Line PD: 헤스터 하겟
- Line PD: 루치오 트렌티니
- 공동제작: 크리스 커링
- 공동제작: 로렌조 드 마이오
- 공동제작: 필 로벗슨
- 미술: 카멜로 어게이트
- 세트: 알베르토 토스토
- 의상: 파올로 스칼라브리노
- 배역: 루시 베반
- 배역: 렌카 스테판코비코바

## 같이 보기
- 앵글로색슨인의 브리타니아 정착